# Placca Izanagi
La placca Izanagi era un'antica placca tettonica della litosfera terrestre.

## Caratteristiche
La placca Izanagi era situata nella parte sudoccidentale di quello che divenne poi l'Oceano Pacifico. A nordest una dorsale oceanica la separava dalla placca Farallon; a nordovest una fossa oceanica di subduzione e alcune faglie trasformi la separavano dalla placca euroasiatica, mentre a sudest una dorsale e altre faglie trasformi la separavano dalla placca pacifica. 
Attorno a 145 milioni di anni fa, la placca era sottoposta ad uno spostamento verso nordovest di 5 cm all'anno, che salirono poi a 23 cm all'anno 85 milioni di anni fa. La rapidità dello spostamento della placca provocò la formazione dell'arcipelago del Giappone attraverso la formazione di zone di rifting nella placca continentale euroasiatica.
La placca Izanagi scomparve poi per subduzione sotto la placca euroasiatica dando luogo al vulcanismo del Giappone e dell'isola di Sakhalin. Dopo la completa scomparsa della Izanagi, toccò alla placca pacifica innescare il processo di subduzione al di sotto della placca euroasiatica.